# 神戸水天宮
神戸水天宮（こうべすいてんぐう）は兵庫県神戸市長田区長田天神町に鎮座する神社（水天宮）である。

## 祭神
天御中主神を主祭神とし、安徳天皇、建礼門院（平徳子）、二位尼（にいのあま）平時子を配祀する。

## 由緒
社伝によれば、当宮の鎮座する天神山には、「神代の頃に事代主神が天より降りてこられた」との言い伝えがあり、「宇奈弖（うなで）の丘」と称して神聖な山として守られてきた。大正3年（1914年）、当宮の初代宮司西学治が中心となって、福岡県久留米市鎮座の水天宮より分霊を勧請し、兵庫区楠町に奉安の後、長田区熊野神社内に奉斎した。大正11年10月、この宇奈弖の丘に仮本宮を建立して遷宮、翌12年4月、本宮に遷御し、「神戸水天宮」として鎮祭した。

## 境内社
- 長田社（ながたしゃ）	祭神： 事代主神
- 白長社（しらながしゃ）	祭神： 大物主神
- 種宮（とくさのみや）	祭神： 西（にし）家（創始社家）御神霊

## 祭典
- 春の大祭： 4月5日
- 秋の大祭： 10月5日

## 交通
- 神戸電鉄長田駅より徒歩約10分
- 神戸市バス名倉小学校前下車（2023年12月時点で車内案内放送あり）